# Living in Bondage
Living in Bondage is een Nigeriaanse film uit 1992.
Deze film wordt wel gezien als het moment waarop de Nigeriaanse filmindustrie van de grond kwam. De Nigeriaanse televisie was rond die tijd gestopt met het opnemen van dramaseries waardoor Living in Bondage op een groot publiek kon rekenen.
De film is een goedkope productie die, zoals gebruikelijk in Nigeria, met een handcamera is geschoten en direct op VHS is uitgebracht.

## Verhaal
Een vrouw komt erachter dat de zakenman waarmee ze samenleeft van plan is om haar tijdens een Hoodooritueel te doden en op die manier succes af te dwingen.

## Rolverdeling
| Acteur               | Personage     |
| -------------------- | ------------- |
| Kenneth Okonkwo      | Andy Okeke    |
| Nnenna Nwabueze      | Merit         |
| Kanayo O. Kanayo     | Omego         |
| Francis Agu          | Ichie Million |
| Okechukwu Ogunjiofor | Paul          |
| Ngozi Nwaneto        | Caro          |
| Ngozi Nwosu          | Ego           |
| Felicia Mayford      | Obidia        |
| Clement Offiaji      | Robert        |
| Chizoba Bosah        | Merit's tante |
| Bob-Manuel Udokwu    | Mike          |
| Sydney Diala         |               |
| Daniel Oluigbo       |               |
| Obiageli Molugbe     |               |
| Rita Nzelu           | Tina          |
| Jennifer Okere       | Chinyere      |
| Ruth Osu             |               |
| Grace Ayozie         |               |
| Benjamin Nwosu       |               |